# Muntanyes Regalades

Muntanyes Regalades est une chanson populaire catalane évoquant le massif du Canigou. 

## Paroles
Muntanyes Regalades commence par « Muntanyes regalades / són les del Canigó », ce qui lie cette chanson à Muntanyes del Canigó, autre chanson populaire catalane qui elle, débute par « Muntanyes del Canigó / fresques son i regalades ».
Dans les deux cas, la chanson évoque le Canigou, sa fraîcheur et ses cours d'eau.